# IPhone XR
iPhone XR – smartfon z linii iPhone, opracowany, produkowany i sprzedawany przez amerykańską firmę Apple; następca telefonu iPhone X. Był sugerowany jako model tańszy, odpowiednik dla iPhone XS. Dostępny był w 6 edycjach kolorystycznych: białym, czarnym, niebieskim, żółtym, koralowym i specjalnej edycji (PRODUCT)RED.
Smartfon został zaprezentowany 12 września 2018, podczas konferencji Apple September Event 2018 w Cupertino. iPhone XR jest dostępny w sprzedaży od 19 października 2018.
Design iPhone'a XR jest zbliżony do modelu iPhone X, lecz nie posiada podwójnego aparatu z tyłu oraz ekranu OLED, zamiast którego gości 6.1" calowy ekran Liquid Retina o rozdzielczości 1792•828. Smartfon posiada lepsze zabezpieczenia biometryczne oraz ulepszony procesor Apple A12 Bionic. Do zestawu nie jest dołączony adapter Mini Jack 3.5mm na Lightning.
iPhone XR został wprowadzony na rynek z systemem operacyjnym iOS 13 i od tego czasu otrzymywał wszystkie aktualizacje. Jednak iOS 18, wydany we wrześniu 2024 roku, będzie ostatnią wersją, którą można zainstalować na tym telefonie, ponieważ nie będzie on kompatybilny z iOS 19.